# 茶量

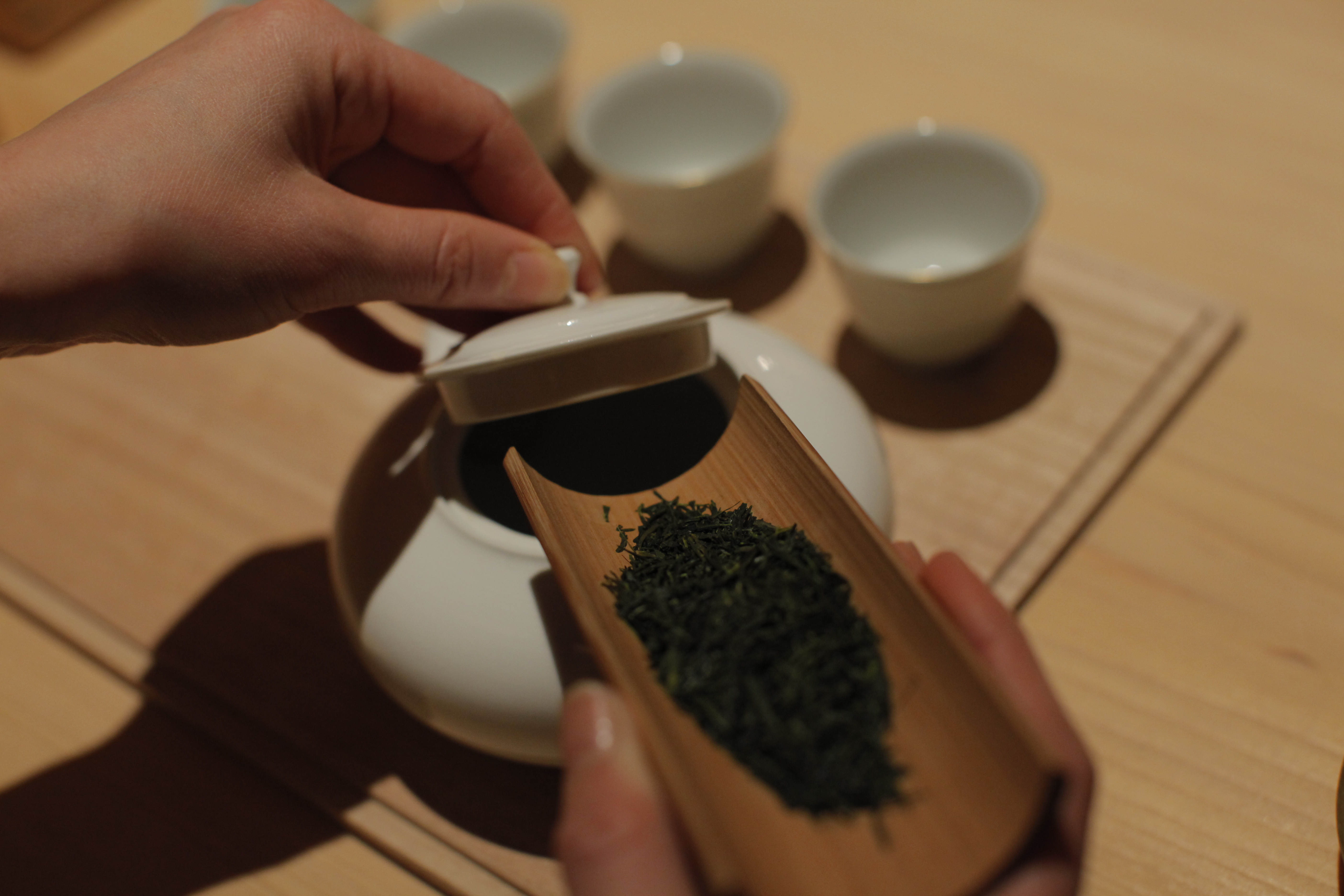
茶量を使用して急須に茶葉を入れる様子

茶量（ちゃりょう）は煎茶道で使用される道具の一つ。流派によって「茶合」「仙媒（せんばい）」「茶則」「茶計」とも言われる。類似の道具に茶さじがある。

## 形状
円筒を半分に切ったような形である。材質は竹製がほとんどで、他に木製、金属製、象牙製、玉製がある。

## 使用法
茶葉を茶壺から取り出し、急須に投入する際に使う。先述の形状により、茶葉の量を目で確認することが出来る便利な道具である。

## 歴史
煎茶道の道具は大半が中国に起源が求められるが、この茶量は日本起源の道具である。たまに「唐物」という茶量もあるが、これは中国本土では書道に使う「腕枕」（袖を汚さないためと腕の支えとして置く）として使っていた竹を転用した物で、大きすぎて用途に適していない物も多い。
江戸時代中期、売茶翁が茶葉の量と投入の便宜のためにこの道具を考案したというのが定説となっている。質素清貧をモットーとする売茶翁考案のため、竹を2つか3つ、適当な大きさに割っただけの簡単な物であったといわれる。そして、この形状が現在も受け継がれている。
その後、文人趣味により、裏面に漢詩を書いたり、中国風の彫刻を施したりするのが流行した。有名な文人や職人による細工がほどこされた物は高価で取り引きされることも少なくない。

## 中国茶との比較

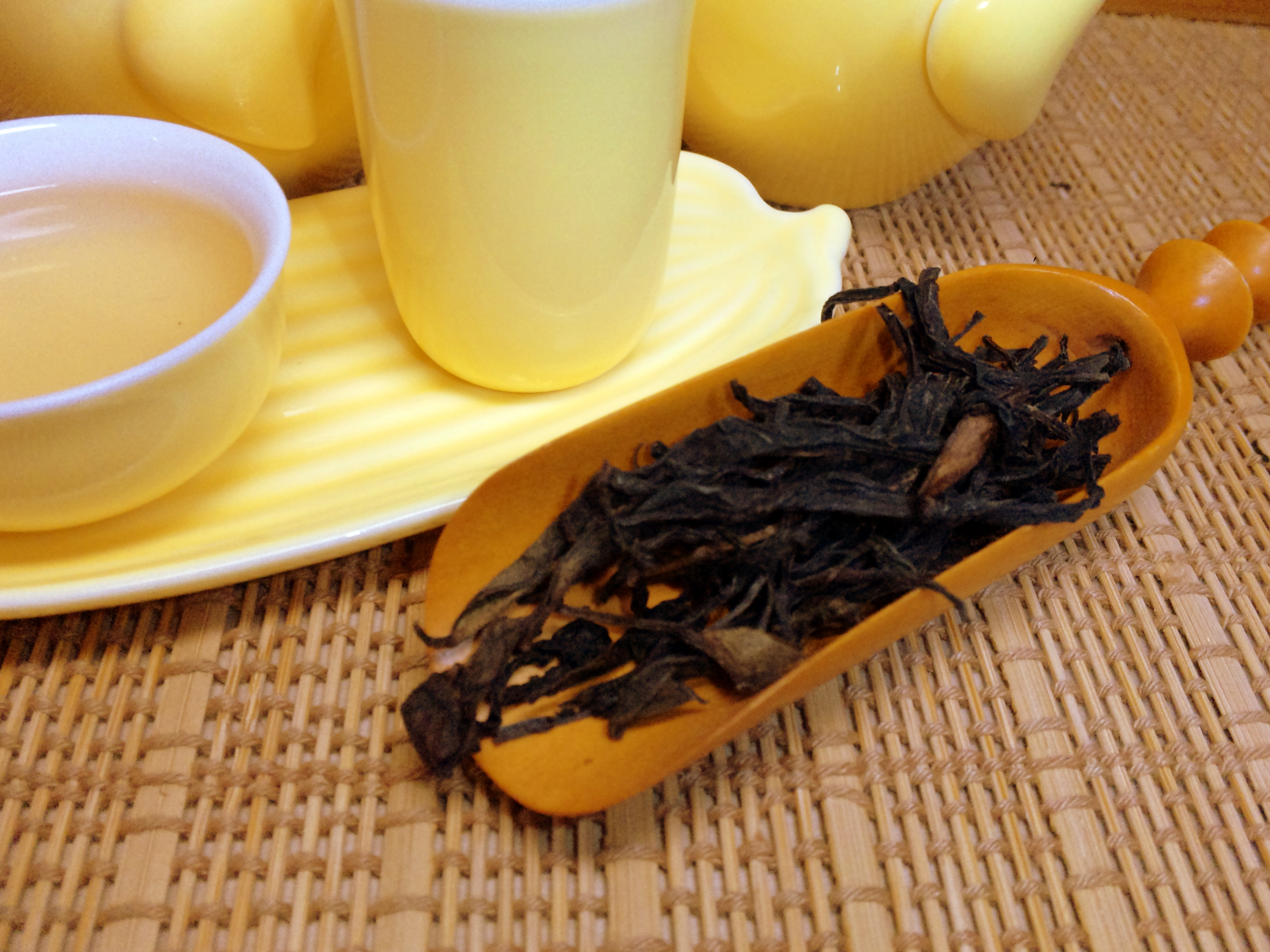
茶則の一例

中国茶でも現在は「茶則」と呼ばれる似た用途の道具を使うが、形状はスプーン状であったりスコップ状の物が多く、余り似ていない。また、中国茶では茶の種類によっては茶杓も使用する。